# Stinkende ballote
De stinkende ballote (Ballota nigra subsp. meridionalis) is een plant in de lipbloemenfamilie (Lamiaceae) en verwant aan de dovenetel. De wetenschappelijke naam van deze ondersoort van de echte ballote werd in 1779 door Jean-Baptiste de Lamarck gepubliceerd als Ballote foetida. August von Hayek plaatste het taxon in 1929 als ondersoort onder Ballota nigra.
Deze plant kan een hoogte bereiken van 30 tot 100 cm. Hij vormt scheuten waar zachtgrijze, harige, eironde enigszins gekreukelde bladeren aan komen. In de oksels van deze blaadjes vormen zich rode, tweelippige bloemen met een witte tekening op de middelste lob van de onderlip. Rond de kelkblaadjes zitten stekelige schutblaadjes, die zich rond de rijpende vruchtjes (vier per bloempje) vouwen. De plant ruikt zeer onaangenaam. 
Van oorsprong komt hij uit het Middellandse Zeegebied en Centraal-Azië. Hij kan in gans Europa en het oosten van de Verenigde Staten gevonden worden. Hij groeit in bermen en langs heggen.
De ballotedoornwants (Tritomegas sexmaculatus) leeft voornamelijk van deze plant. 